# Melaleuca viridiflora
Espèce
Classification phylogénétique
Melaleuca viridiflora est une espèce de plantes à fleurs de la famille des Myrtaceae. C'est un arbre originaire du nord de l'Australie et de Papouasie-Nouvelle-Guinée.
L'espèce a été longtemps confondue avec le niaouli, Melaleuca quinquenervia.

## Étymologie et histoire
Le terme de latin scientifique melaleuca est composé de deux termes empruntés au grec : melas μέλας  « noir » et leucos λευκός « blanc », en raison de la couleur du tronc de certaines espèces.
L'épithète spécifique viridiflora est composé de deux mots latins viridis « vert » et flos, floris « fleur » (Gaffiot), en raison de fleurs usuellement verdâtres.
Des spécimens  de Melaleuca viridiflora furent collectés (près de l'Endeavour River en 1770, Queensland en Australie) par Daniel Solander et Joseph Banks, les naturalistes qui accompagnaient le capitaine Cook dans son premier voyage autour du monde. De retour à Londres en juillet 1771, Joseph Banks, un aristocrate foncier qui jouissait d'une fortune confortable, chargea Solander de rassembler et décrire l'immense collection de plantes, graines et animaux collectés autour du monde. Il engagea aussi cinq aquarellistes et de nombreux graveurs pour faire les planches. Mais de manière incompréhensible, il ne publia jamais rien (Cuvier, Éloge historique, 1821). En 1778, le botaniste allemand Gaertner rendit visite à Banks et Solanders et put avoir accès à leur collection végétale. Lui-même intéressé par la forme des fruits, il publia dans De Fructibus et Seminibus Plantarum la description de l'espèce, sous le nom de Melaleuca viridiflora Soland.

## Taxonomie
L'espèce a été longtemps confondue avec le niaouli, Melaleuca quinquenervia, mais des études publiées en 1997 ont montré la nécessité de revoir le statut de plusieurs espèces de Melaleuca. Les deux espèces M. quinquenervia et M. viridiflora appartiennent à un groupe de mélaleucas, désigné « Complexe Melaleuca leucadendra » qui comprend 14 espèces : M. arcana, M. argentea, M. cajeputi, M. clarksonii, M. dealbata, M. fluviatilis, M. leucadendra, M. nervosa, M. sericea, M. saligna, M. stenostachya, M. triumphalis et M. viridiflora. Ces espèces sont caractérisées par des feuilles persistantes, odorantes, et larges et une écorce s'exfoliant en larges bandes. Elles se rencontrent à l'état naturel au nord-est de l'Australie tandis que M. quinquefolia s'étend sur la côte orientale australienne jusqu'à Sydney et en Nouvelle-Calédonie.

## Description
Melaleuca viridiflora est un petit arbre de 3 à 5 m de haut. L'écorce est fibreuse, de couleur grise à crème et s'exfolie par plaques.
Les feuilles sont larges, ovales, épaisses, d'un vert sombre profond. Elles sont persistantes, odorantes et parcourues par 5 à 7 nervures longitudinales. Elles font 7-19 cm de long sur 2,5-5,5 cm de large. Les jeunes feuilles sont pubescentes.
Les inflorescences sont de faux épis cylindriques de 5-10 cm de long sur 4-5 cm, groupés par 1-4. Ils sont habituellement de couleur crème verdâtre mais parfois rouges ou roses.
Le fruit est une capsule ligneuse.
On distingue les variétés suivantes : var. attenuata, var.canescens et var. glabra qui se distinguent de la variété viridiflora par l'aspect des feuilles et des fleurs.
L'identification de M. viridiflora a longtemps posée des problèmes aux botanistes,. Pendant près de deux siècles, c'est l'appellation qu'ils utilisèrent pour désigner le niaouli en Nouvelle-Calédonie ou à Madagascar.
Actuellement (en 2014), on trouve de l'huile essentielle de niaouli produite à Madagascar, attribuée à M. viridiflora. Le niaouli est présenté dans les ouvrages de botanique à Madagascar sous le nom de Melaleuca viridiflora, très souvent mis en synonymie avec Melaleuca leucadendra. Afin de lever cette ambiguïté de dénomination, plusieurs échantillons de feuilles et de fleurs malgaches ont été étudiés au Muséum national d'histoire naturelle de Paris en 1992, et les comparaisons effectuées ont permis de préciser que le niaouli malgache appartient à l'espèce Melaleuca quinquenervia (Cav.) S.T. Blake.

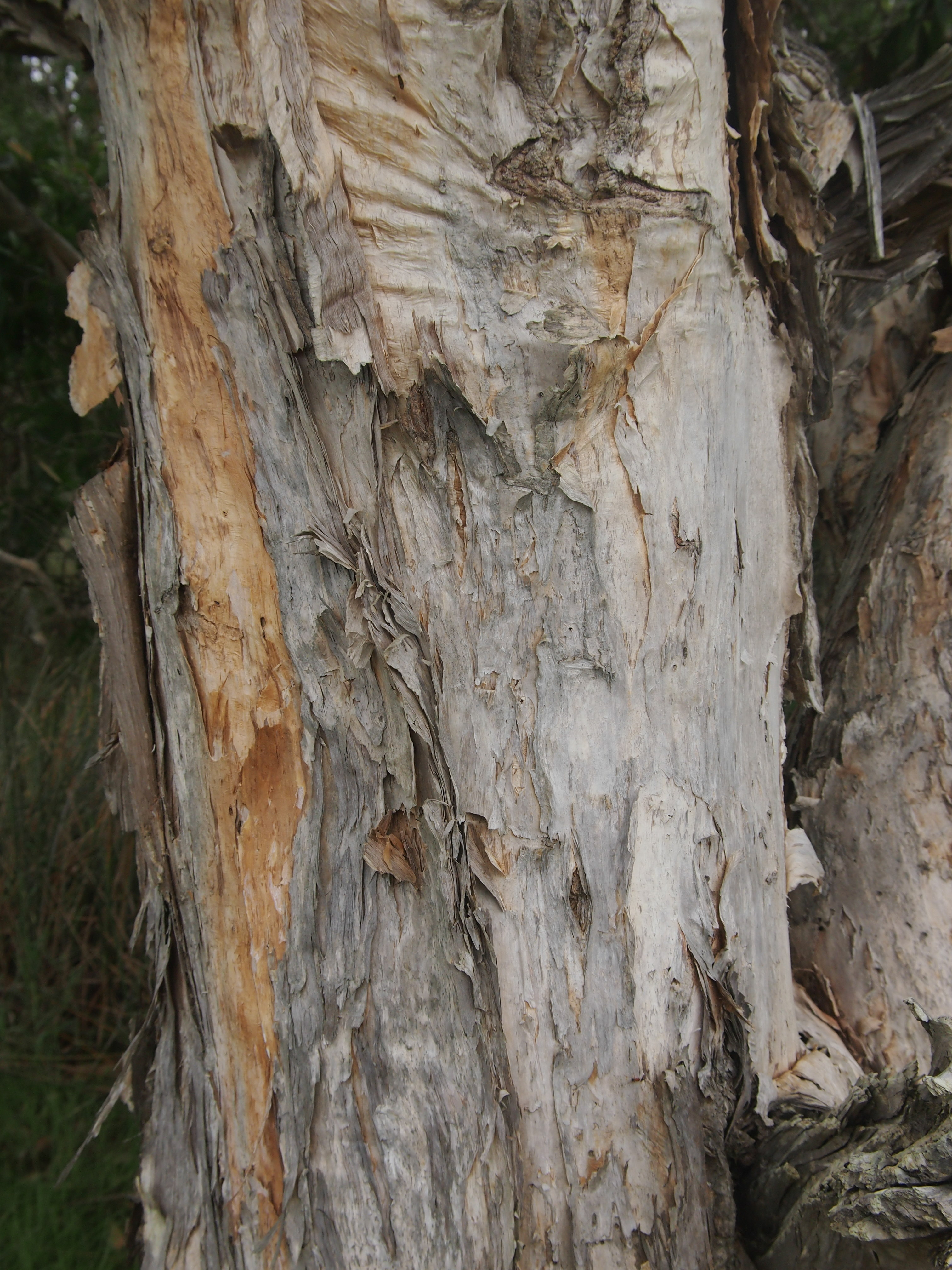
Tronc
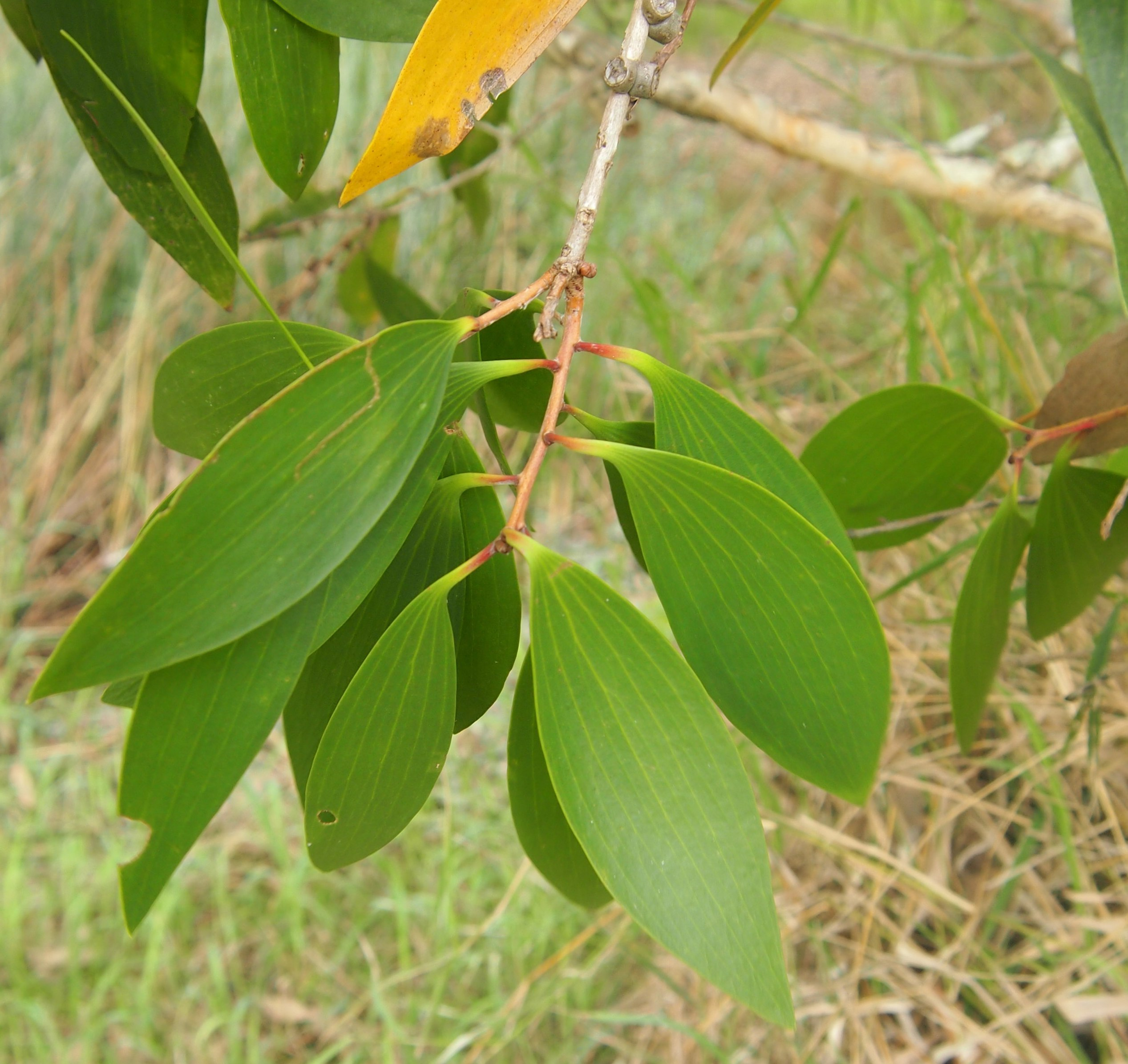
Feuilles
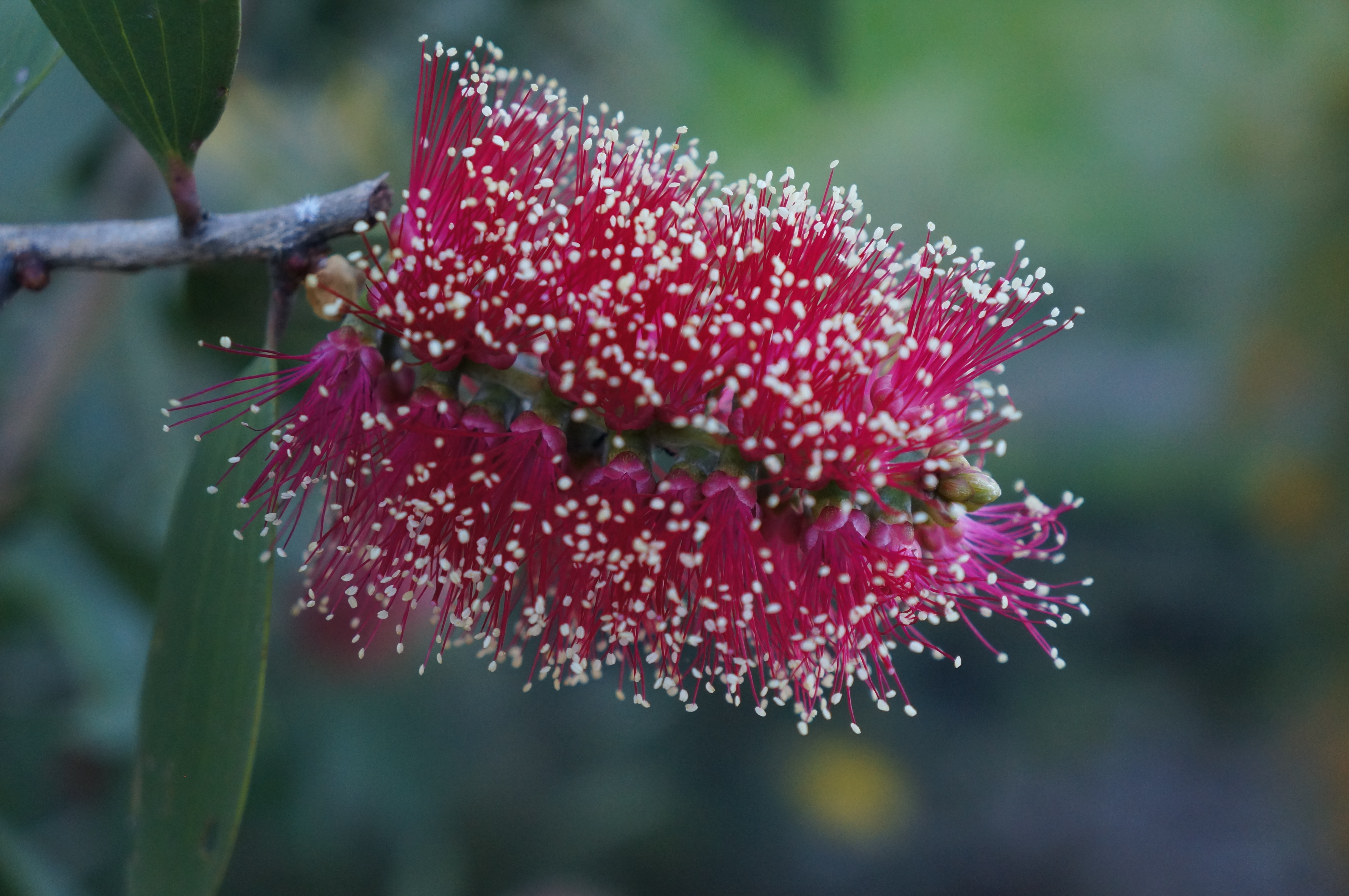
Inflorescence

## Distribution

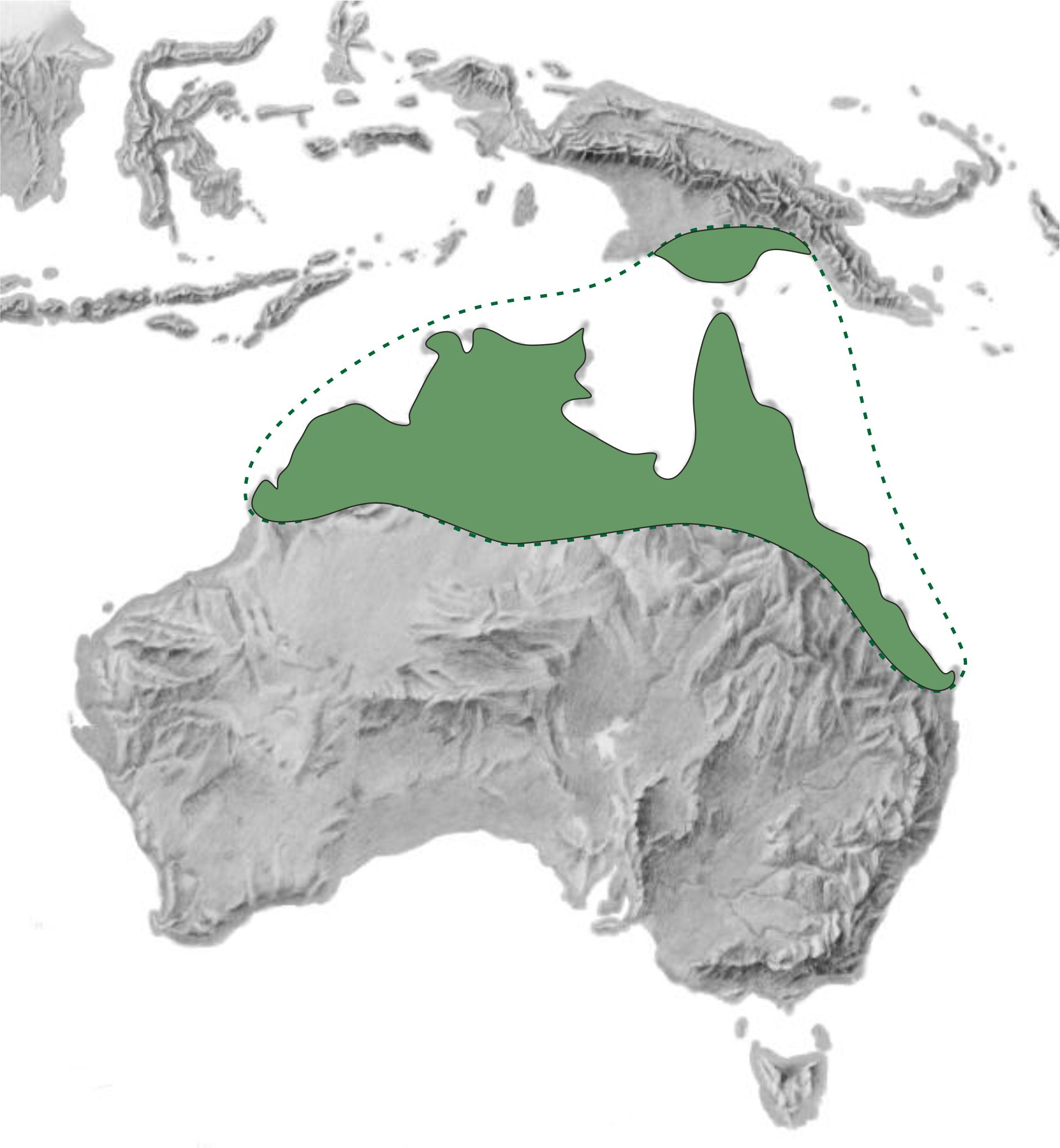
Distribution de Melaleuca viridiflora (d'après Craven, 2003)

Melaleuca viridiflora est originaire de la zone tropicale du nord de l'Australie (le nord du Territoire du Nord, du Queensland et une petite zone au nord de l'Australie-Occidentale) et d'une petite zone de Papouasie-Nouvelle-Guinée.
Il croît le long des cours d'eau, dans les marécages et dans des formations denses des forêts ouvertes, pouvant être inondées occasionnellement à la saison humide. Ces forêts marécageuses sont dominées par Melaleuca viridiflora, Melaleuca cajuputi, et Melaleuca leucadendra et à un moindre degré par Barringtonia acutangula et Pandanus spp..

## Synonymes
Suivant The Plant List, Melaleuca viridiflora Sol. ex Gaertn. a pour synonymes (acceptés avec un grand niveau de confiance) :
- Cajuputi viridiflora (Sol. ex Gaertn.) A.Lyons
- Melaleuca cunninghamii Schauer
- Myrtoleucodendron viridiflorum (Sol. ex Gaertn.) Kuntze

## Utilisations
Les femmes aborigènes d'Australie portaient des vêtements en écorce de M. viridiflora (dans les Territoires du Nord). Cette écorce servait aussi à fabriquer des abris, des couchages et de multiples objets d'usage courant.
Les feuilles en infusion étaient utilisées contre les rhumes, les maux de tête et la fièvre.
Par distillation des feuilles, on peut extraire une huile essentielle. Cette huile est de composition variable, deux chémotypes ont été distingués.